# Ichthyopisthen
Ichthyopisthen är ett släkte av skalbaggar. Ichthyopisthen ingår i familjen Dryophthoridae.
Kladogram enligt Catalogue of Life:
| Ichthyopisthen | \| \| Ichthyopisthen acutum \| \| \| \| \| \| Ichthyopisthen albolineatum \| \| \| \| \| \| Ichthyopisthen bimaculatum \| \| \| \| \| \| Ichthyopisthen buttikoferi \| \| \| \| \| \| Ichthyopisthen clavatum \| \| \| \| \| \| Ichthyopisthen convexicolle \| \| \| \| \| \| Ichthyopisthen linea-alba \| \| \| \| \| \| Ichthyopisthen nitidum \| \| \| \| \| \| Ichthyopisthen obscuripes \| \| \| \| \| \| Ichthyopisthen pygidiale \| \| \| \| \| \| Ichthyopisthen rufoclavatum \| \| \| \| \| \| Ichthyopisthen togoense \| \| \| \| \| \| Ichthyopisthen vittatus \| \| \| \| |
|                | \| \| Ichthyopisthen acutum \| \| \| \| \| \| Ichthyopisthen albolineatum \| \| \| \| \| \| Ichthyopisthen bimaculatum \| \| \| \| \| \| Ichthyopisthen buttikoferi \| \| \| \| \| \| Ichthyopisthen clavatum \| \| \| \| \| \| Ichthyopisthen convexicolle \| \| \| \| \| \| Ichthyopisthen linea-alba \| \| \| \| \| \| Ichthyopisthen nitidum \| \| \| \| \| \| Ichthyopisthen obscuripes \| \| \| \| \| \| Ichthyopisthen pygidiale \| \| \| \| \| \| Ichthyopisthen rufoclavatum \| \| \| \| \| \| Ichthyopisthen togoense \| \| \| \| \| \| Ichthyopisthen vittatus \| \| \| \| |
|                | Ichthyopisthen acutum |
|                | |
|                | Ichthyopisthen albolineatum |
|                | |
|                | Ichthyopisthen bimaculatum |
|                | |
|                | Ichthyopisthen buttikoferi |
|                | |
|                | Ichthyopisthen clavatum |
|                | |
|                | Ichthyopisthen convexicolle |
|                | |
|                | Ichthyopisthen linea-alba |
|                | |
|                | Ichthyopisthen nitidum |
|                | |
|                | Ichthyopisthen obscuripes |
|                | |
|                | Ichthyopisthen pygidiale |
|                | |
|                | Ichthyopisthen rufoclavatum |
|                | |
|                | Ichthyopisthen togoense |
|                | |
|                | Ichthyopisthen vittatus |
|                | |